# Oligia ferrealis
Oligia ferrealis är en fjärilsart som beskrevs av Augustus Radcliffe Grote 1883. Oligia ferrealis ingår i släktet Oligia och familjen nattflyn. Inga underarter finns listade i Catalogue of Life.